# Mircea Eliade
Mircea Eliade (ur. 9 marca 1907 w Bukareszcie, zm. 22 kwietnia 1986 w Chicago) – rumuński historyk religii, religioznawca, indolog, filozof kultury, a także eseista, pisarz i dyplomata.

## Życiorys

### Młodość i studia
Urodził się jako syn kapitana Gheorghe Eliadego i Ioany Stoenescu. W latach 1925–1928 studiował filozofię na uniwersytecie w Bukareszcie pod kierunkiem rumuńskiego filozofa Nae Ionescu. Uczył się też wtedy języków obcych, m.in. włoskiego, angielskiego i hebrajskiego.

### Początki kariery naukowej
W latach 1928–1932 przebywał na stypendium w Indiach (uniwersytet w Kalkucie i półroczny pobyt w aśramie). Po powrocie doktoryzował się w 1933 roku na podstawie pracy Historia porównawcza techniki jogi. W tym samym roku otrzymał stanowisko profesora na uniwersytecie w Bukareszcie. W listopadzie 1934 roku rozpoczął wykłady zatytułowane Zbawienie w religiach orientalnych, zimą 1935 roku prowadził seminarium o Docta ignorantia Mikołaja z Kuzy. Wykładał też na wielu innych uniwersytetach europejskich (m.in. w Berlinie, Londynie, Bernie).

### Wczesne poglądy polityczne i kariera dyplomatyczna
W roku 1939 utrzymywał kontakty ze skrajnie prawicową organizacją, Żelazną Gwardią (rum. Garda de Fier), której członkowie 27 listopada 1940 roku zamordowali Nicolae Iorgę.
W marcu 1940 roku dzięki poparciu Constantina Giurescu – rumuńskiego ministra propagandy – Eliade został powołany na funkcję attaché kulturalnego w ambasadzie rumuńskiej w Londynie. W Rumunii latem tego samego roku królewska dyktatura Karola II przekształciła się w reżim zorientowany na Niemcy. W konsekwencji w lutym 1941 roku po zerwaniu przez Wielką Brytanię stosunków dyplomatycznych z Rumunią Eliade został przeniesiony do Lizbony.
W lipcu 1942 roku Eliade po raz ostatni przyjechał do Rumunii, aby osobiście doręczyć posłanie portugalskiego dyktatora Antonio Salazara rumuńskiemu dyktatorowi, generałowi Ionowi Antonescu. Od listopada do grudnia 1944 w rumuńskiej gazecie Dreptatea pojawiało się wiele artykułów autorstwa Oscara Lemnaru na temat ewentualnego powrotu Eliadego do Rumunii. Pisano wówczas: Mircea Eliade chce powrócić do kraju. Oczywiście – nie możemy być przeciwni, ale również nie możemy go powitać chyba z tysiąca powodów: (...) 2) reprezentuje za granicą rumuński hitleryzm (...). Byłoby lepiej, gdyby odjechał do Indii.
W roku 1944 autorytarne rządy w Rumunii upadły. Eliade, świadom negatywnego wizerunku swej osoby w kraju, wyemigrował w 1945 roku do Francji. Jego konserwatywne i nacjonalistyczne sympatie są najlepiej widoczne w książce poświęconej Antonio Salazarowi pt. Salazar a rewolucja portugalska (rum. Salazar şi revoluţia din Portugalia, 1942).

### Emigracja do Francji i Stanów Zjednoczonych
We wrześniu 1945 roku przybył do Paryża, gdzie – na zaproszenie Georges’a Dumézila – wygłosił wykład w École Pratique des Hautes Études. W 1949 roku poślubił Christinel Cottesco. Na wiosnę tego samego roku wyjechał do Włoch, gdzie na zaproszenie Giuseppe Tucciego i Raffaele Petazzoniego wygłosił wykład na Uniwersytecie Rzymskim. W sierpniu wziął udział w pierwszej konferencji Eranosa w Asconie, gdzie poznał Carla Gustava Junga, Gerardusa van der Leeuwa i Louisa Massignona. We wrześniu uczestniczył w międzynarodowym Kongresie Historii Religii w Amsterdamie.
W latach 1951–1955 był stypendystą nowojorskiej Bollingen Foundation. We wrześniu 1956 roku wyjechał do Stanów Zjednoczonych, gdzie prowadził wykłady w ramach Haskell Lectures w Uniwersytecie w Chicago. W październiku otrzymał na tym uniwersytecie stanowisko profesora (visiting professor) historii religii. Odtąd co roku nauczał dwa semestry w Chicago, a wakacje spędzał w Europie. W 1960 roku wziął udział w Kongresie Historii Religii w Marburgu. W 1970 roku wziął udział w Międzynarodowym Kongresie Historii Religii w Sztokholmie.

### Kontakty z innymi myślicielami
Osobista przyjaźń wiązała Eliadego m.in. z Samuelem Beckettem, Emilem Cioranem, Juliusem Evolą, Eugéne Ionesco, Paulem Ricoeurem; Eliade przyjaźnił się i korespondował z Carlem Gustavem Jungiem.
Z własnego życia szczegółowo zdał sprawozdanie w dzienniku Moje życie.

## Koncepcje i publikacje
Eliade w poglądach na religię był najbardziej zbliżony do Rudolfa Otto, Nathana Söderbloma oraz Gerardusa van der Leeuwa. Był głównym przedstawicielem tzw. szkoły morfologii świętości w religioznawstwie, inicjatorem nurtu zajmującego się badaniem porównawczym fundamentalnych struktur i archetypów religijnych, manifestujących się w dziejach religii poprzez symbole, mity, hierofanie oraz rytuały. Istotę jego koncepcji religii stanowi teoria sacrum w opozycji do profanum – dwóch sposobów realizowania przez człowieka własnej egzystencji. Odrzucając metodologię badań negującą istnienie sacrum pozostawił jakby u progu religioznawstwa nauki humanistyczne i społeczne, zaznaczając, że sedno badań tkwi w sednie religii – to jest w sacrum. Był twórcą koncepcji morfologii sacrum. Inspirował się teorią archetypów C.G. Junga (dlatego często obok Josepha Campbella wymienia się go jako przedstawiciela tzw. analizy jungowskiej), ale terminu archetyp Eliade używał w innym sensie niż Jung – na określenie „modelowego wzorca” objawionego w micie i aktualizowanego w rytuale. Eliade był promotorem podejścia fenomenologicznego, pragnącego odkryć istotę religii, niezależnie od uwarunkowania historycznego bądź kulturowego. Eliade uważał, że religioznawstwo powinno stosować dwie wzajemnie dopełniające się metody: fenomenologiczny opis struktur religijnych (czyli morfologię świętości) oraz metodę historyczno-porównawczą (czyli dialektykę sacrum i profanum). Propagował antyredukcjonistyczne, antyewolucjonistyczne i holistyczne podejście do religii. Takie spojrzenie wiązało się z ogólną koncepcją człowieka, zgodnie z którą człowiek jest istotą religijną (Eliade ukuł termin homo religiosus), czego obiektywnym korelatem jest istnienie sacrum – nieredukowalnego jądra wszelkich zjawisk religijnych.
W roku 1921 opublikował swój pierwszy artykuł pt. Jak odkryłem kamień filozoficzny w Ziarul Stiintelor Populare. W okresie studiów współpracował z wieloma czasopismami (Ziarul Ştiinţelor Populare, Orizontul, Foaia Tinerimii, Lumea, Universul Literar). Pisał wówczas artykuły popularnonaukowe o entomologii, historii, alchemii, orientalistyce, historii religii oraz reportaże z podróży po Karpatach i Dunaju, a także nowele i eseje krytyczne. W latach 1924–1925 napisał powieść autobiograficzną Romanul adolescentului miop. W październiku 1925 roku założył pismo Revista Universitară (zamknięte po opublikowaniu krytycznej recenzji o Eseju o historii powszechnej Nicolae Iorgi). W 1934 roku wziął udział w konkursie na najlepszą powieść. Maitrei Eliadego otrzymała główną nagrodę. W 1939 roku wydał dwa numery czasopisma religioznawczego Zalmoxis.
Na emigracji w Paryżu w 1945 roku zredagował po rumuńsku Prolegomena do historii religii opublikowane w 1949 roku po francusku jako Traktat o historii religii. W 1948 roku Gallimard wydał Techniques du Yoga.
W latach 1951–1955 opublikował prace Szamanizm. Archaiczne techniki ekstazy, Joga. Nieśmiertelność i wolność oraz Kowale i alchemicy. Opublikowana przez Gallimarda praca Naissances mystiques (Inicjacja, obrzędy, stowarzyszenia tajemne) to zapis jego wykładów prowadzonych od września 1956 roku na Uniwersytecie w Chicago. W 1961 roku założył razem z Ernstem Jüngerem pismo Antaios. W 1973 roku Gallimard opublikował Fragments d’un Journal (Religia, literatura, komunizm. Dziennik emigranta). W 1976 roku wydał pierwszy tom Historii wierzeń i idei religijnych: Od epoki kamiennej do misteriów eleuzyńskich (wyd. pol.: 1988).

### Zestawienie pojęć i koncepcji
- pojęcia stricte religijne
  - epifania
  - epifanie świetlne
  - hierofania
  - cykle hierofaniczne
  - kratofania objawienie się mocy
  - ontofania objawienie się w istnieniu
  - teofania
  - hierogamie naturalne
  - metanoja przemiana umysłu, nawrócenie
  - eschatologia
  - teurgia wywoływanie duchów niebieskich
  - jednia boska
  - deus otiosus
  - imperatyw kategoryczny i jego kontekst religijny
- symbole
  - symbolika akwatyczna i telluryczna
  - oś kosmiczna
  - schody prowadzące ku niebu
  - kamień węgielny
  - pożoga kosmiczna ekpyrosis
  - solaryzacja
  - Urgrund podstawowa realność
  - magna mater
  - petra genitrix płodność kamieni
  - regressus ad uterum
  - lucerna extincta przy zgaszonych światłach
  - uraniczna męska natura meteorytów
  - chtoniczna macierz minerałów
  - androgyn rebis istota dwoista
  - androgyn kulisty Platona
- tezy, związki i relacje
  - domniemana tożsamość mitów obrzędów i religii
  - potrzeba zachowania ‘wiecznej teraźniejszości’
  - styczność przeciwieństw na płaszczyźnie profanum
  - degradacja sacrum
  - przełożenie sytuacji psychicznej na terminy seksualne
  - inicjacyjna funkcja cierpienia
  - granica sacrum profanum pęknięciem przestrzeni
  - hierofania ucieleśnieniem transcendencji i przerwaniem poziomów
  - osiedlenie się tworzeniem świata
  - wzniesienie ołtarza powtórzeniem kosmogonii
  - pokrewieństwo etymologiczne templum i tempus
  - seksualność jako hierofania
  - transcendencja a wymiar wertykalny świata
  - ‘upłciowienie Kosmosu’ ideą życia
  - osmoza pomiędzy alchemią a technikami jogicznotantrycznymi
  - kamień filozoficzny i transmutacja człowieka
  - paralela Chrystus – kamień filozoficzny
  - natura prefiguracją logiki

### Spojrzenia krytyczne
Mircea Eliade już za życia stał się legendą. Obecnie jest powszechnie znanym religioznawcą i zalicza się go do klasyków myśli humanistycznej. Pozostaje jednak postacią kontrowersyjną, po pierwsze z uwagi na swoje wczesne poglądy polityczne, po drugie z uwagi na ocenę wartości jego prac. Podczas gdy przez wielu uważany jest za autora publikacji o doniosłym znaczeniu i twórcę nowatorskich koncepcji, to z innej strony padają oskarżenia o brak naukowości. Wskazuje się, że jego prace mają wartość bardziej literacką niż naukową. Zarzuca mu się brak jednoznaczności i ścisłości metodologicznej.
Choć Eliade przytacza opisy różnorodnych rytuałów na poparcie swoich teorii, jest oskarżany o dopuszczanie się nieuzasadnionych uogólnień. Wielu uczonych wskazuje na brak dowodów, które pozwoliłyby na uznanie jego idei za uniwersalne, czy choćby ogólne zasady myślenia religijnego. Zdaniem Douglasa Allena Eliade jest być może najbardziej popularnym i wpływowym współczesnym historykiem religii, ale wielu, o ile nie większość specjalistów w zakresie antropologii, socjologii czy nawet historii religii albo zignorowało albo szybko odrzuciło prace Eliadego. Także Geoffrey Kirk uważa, że Eliade nadmiernie rozszerza swoje teorie. Na przykład twierdząc, że mit szlachetnego dzikusa wynika z religijnych skłonności do idealizowania pierwotnych, mitycznych epok. Zdaniem Kirka takie ekstrawagancje, wraz z tendencją do powtórzeń, sprawiły, że Eliade stał się niepopularny wśród wielu antropologów i socjologów.
Prace Eliadego są krytykowane także za brak empirycznych dowodów. Zdaniem krytyków Eliade nie zaproponował odpowiedniej metodologii do badań nad historią religii, które uczyniłyby ją nauką empiryczną. Przykładowo, antropolog Alice Kehoe krytykuje prace Eliade na temat szamanizmu wskazując, że nie wykonał on żadnych badań terenowych ani nie kontaktował się z grupami tubylców, którzy praktykowali szamanizm – przeprowadził jedynie syntezę informacji pochodzących z różnych źródeł, nie dbając o poparcie swych tez wynikami badań terenowych.
Ronald Inden – historyk Indii z Uniwersytetu w Chicago – skrytykował Mircea Eliadego, a także innych intelektualistów (w tym Carla Junga i Josepha Campbella), za propagowanie „romantycznej wizji” hinduizmu i wskazał, że ich podejście opiera się głównie na orientalizmie i ukazuje hinduizm jako prywatne królestwo wyobraźni i religijności, którego potrzeba, ale brakuje, człowiekowi Zachodu.

## Tłumaczenia na język polski

### Publikacje naukowe
- Przyczynki do filozofii renesansu. Wędrówki włoskie, tł. Ireneusz Kania, Warszawa 2000, Wydawnictwo KR (Contributions à la philosophie de la Renaissance 1927 suivi de l’Itinéraire italien)
- Alchemia azjatycka, tł. Ireneusz Kania, Warszawa 2000, Wydawnictwo KR (Alchimia asiaticǎ 1935)
- Kosmologia i alchemia babilońska, tł. Ireneusz Kania, Warszawa 2000, Wydawnictwo KR (Cosmologie și alchimie babiloniană 1937)
- Mit wiecznego powrotu, tł. Krzysztof Kocjan, Warszawa 1998, Wydawnictwo KR (Le mythe de l’éternel retour. Archétypes et repetition 1949, wyd. rozszerzone 1969)
- Rumuni. Zarys historii, tł. Anna Kaźmierczak, Bydgoszcz 1997, Wydawnictwo Homini (Los Rumanos. Breviario historico 1943)
- Techniki jogi Warszawa 2009, Wydawnictwo Aletheia ISBN 978-83-61182-25-2 (Tehnici, ale Yoga 1946)
- Traktat o historii religii, tł. Jan Wierusz Kowalski, wstęp Leszek Kołakowski, posłowie Stanisław Tokarski; wyd. I: Warszawa 1966, Wydawnictwo Książka i Wiedza; wyd. II: Łódź 1993, Wydawnictwo Opus; wyd. III, popr i uzupełń.: Warszawa 2000, Wydawnictwo KR (Traité d’histoire des religions 1949)
- Szamanizm i archaiczne techniki ekstazy, tł. i wstęp Krzysztof Kocjan, oprac. Jerzy Tulisow, Wydawnictwo Naukowe PWN, Warszawa 1994, 2001 (Le chamanisme et les techniques archaïques de l’extase 1950)
- Obrazy i symbole. Szkice o symbolizmie magiczno-religijnym, tł. Magda i Paweł Rodakowie, Warszawa 1998, Wydawnictwo KR; Warszawa 2009, Wydawnictwo Aletheia (Images et symboles. Essais sur le symbolisme magico-religieux 1952)
- Joga. Nieśmiertelność i wolność, tł. Bolesław Baranowski, oprac. Tomasz Ruciński, Warszawa 1984, 1997, PWN (Le Yoga. Immortalité et Liberté 1954)
- Sacrum i profanum. O istocie religijności, tł. Robert Reszke, Warszawa, wyd. I: 1996, wyd II popr. i uzup.: 1999, Wydawnictwo KR, wyd III: tł. Bogdan Baran, Warszawa 2008, Wydawnictwo Aletheia, ISBN 978-83-61182-16-0 (Le Sacré et le Profane 1956)
- Kowale i alchemicy, tł. Andrzej Leder, Warszawa 1993, 2007, Wydawnictwo Aletheia, ISBN 978-83-61182-05-4 (Forgerons et alchimistes 1956, wyd. rozszerzone 1977)
- Mity, sny i misteria, tł. Krzysztof Kocjan, Warszawa wyd. I: 1994, wyd II: popr i uzup. 1999: Wydawnictwo KR (Mythes, rêves et mystères 1957)
- Inicjacja, obrzędy, stowarzyszenia tajemne. Narodziny mistyczne, tł. Krzysztof Kocjan, Kraków 1997, Wydawnictwo Znak (Initiation, rites, sociétés secrètes 1959)
- Mefistofeles i androgyn, tł. Bogdan Kupis, oprac. Robert Reszke, Warszawa, wyd. I: 1994; wyd. II, popr. i uzupełń.1999 Wydawnictwo KR (Méphistophélès et l’androgyne, 1962)
- Patańdżali i joga, oprac. Jerzy Prokopiuk, Warszawa 1994, Wydawnictwo Pegaz; Warszawa 2004, Wydawnictwo KR (Patańjali et le Yoga 1962)
- Aspekty mitu, tł. Piotr Mrówczyński, Warszawa 1998, Wydawnictwo KR (Myth and Reality, Aspects du mythe 1963)
- W poszukiwaniu historii i znaczenia religii, tł. Agnieszka Grzybek, Warszawa 1997, Wydawnictwo KR (The Quest. History and the Meaning in Religion 1969)
- Od Zalmoksisa do Czyngis-chana, przełożył i przedmową opatrzył Krzysztof Kocjan, Warszawa 2002, Wydawnictwo Naukowe PWN (De Zalmoxis à Gengis-Khan. Études comparatives sur les religions et le folklore de la Dacie et de l’Europe orientale 1970)
- Religie australijskie, tł. Elżbieta i Włodzimierz Łagodzcy, Warszawa 2001, Wydawnictwo KR (Australian Religions. An Introduction 1973)
- Okultyzm, czary, mody kulturalne: eseje, tł. Ireneusz Kania, Kraków 1992, Oficyna Literacka (Occultism, Witchcraft and Cultural Fashions 1976)
- Historia wierzeń i idei religijnych, tom I-III: Od epoki kamiennej do misteriów eleuzyńskich, Od Gautamy Buddy do początków chrześcijaństwa, Od Mahometa do wieku Reform; tł. Stanisław Tokarski, Warszawa 1988, tl. Agnieszka Kuryś 1994-1997, 2007 Instytut Wydawniczy „Pax” (Histoire des croyances et des idées religieuses, t.1: De l’âge de la pierre aux mystères d’Eleusis 1976, t. 2: De Gautama Bouddha au triomphe du christanisme 1978, t. 3: De Mahomet à l’âge des Réformes 1983)
- (z Ioanem P. Couliano [Culianu]) Słownik religii, tł. Agnieszka Kuryś, Warszawa 1994, Oficyna Wydawnicza Volumen, seria Nowa Marianna (Dictionnaire des religions 1990)

### Antologie tekstów
- Sacrum, mit, historia. Wybór esejów, wyboru dokonał i wstępem opatrzył Marcin Czerwiński, tł. Anna Tatarkiewicz, Warszawa wyd. I: 1970; wyd. II: 1974; wyd. III: 1993, Państwowy Instytut Wydawniczy, seria:Biblioteka Myśli Współczesnej (wybór z tomów: Obrazy i symbole, Mit wiecznego poworotu, Sacrum i profanum, Mity, sny i misteria, Mefistofeles i androgyn)

### Pamiętniki, dzienniki, rozmowy
- Zapowiedź równonocy. Pamiętniki (1907-1937) tł., przypisy i posłowie Ireneusz Kania, Kraków 1989, Wydawnictwo Literackie (Les promesses de l’équinoxe 1980)
- Dziennik indyjski, tł. Ireneusz Kania, Warszawa 1999. Wydawnictwo KR (India 1935) – rozwinięcie i dopełnienie zapisków opublikowanych w części II (rozdziały IX-X) tomu Zapowiedź równonocy
- Świętojańskie żniwo. Pamiętniki (1937-1960), tł. Ireneusz Kania, Kraków 1991, Oficyna Literacka (Les moissons du solstice 1980)
- Religia, literatura i komunizm. Dziennik emigranta, tł. Adam Zagajewski, Wyd. Puls, Londyn 1990 (Fragments d’un journal 1973) – wybór dziennika z lat 1945–1969
- Moje życie (Fragmenty dziennika 1941-1985), tł. Ireneusz Kania, oprac. Robert Reszke, Warszawa 2001, Wydawnictwo KR
- Próba Labiryntu. Rozmowy z Claude-Henri Rocquetem, tł. Krzysztof Środa, Warszawa 1992, Wyd. Sen (L’épreuve du labyrinthe. Entretiens avec Claude-Henri Rocquet, 1972)

### Beletrystyka
- Solilokwia, tł. Tomasz Rosca, 2007, s. 95, ISBN 978-83-7081-901-9 (Solilocvii 1932)
- Majtreji, tł. i słowo wstępne Irena Harasimowicz, posłowie Lech Budrecki, Warszawa 1988, Czytelnik (Maitreyi 1933)
- Dajan (Młodość stulatka), tł. Ireneusz Kania, Kraków 1990, Oficyna Literacka, wyd II: 2008 (Dayan, Tinerețe fără tinerețe)
- Tajemnica doktora Honigbergera, tł. Ireneusz Kania, Kraków 1983, Wydawnictwo Literackie (Secretul doctorului Honigberger)
- Wesele w niebie, tł. R. Florans, Czytelnik, Warszawa 1977 (Nunta în cer)
- U cyganek, tł. Irena Harasimowicz, [w:] Śmierć Ipu. Opowiadania rumuńskie, Warszawa 1971, PIW
- Córka Kapitana, tł. Irena Harasimowicz, [w:] Śmierć Ipu. Opowiadania rumuńskie, Warszawa 1971, PIW

### Opracowania
- Florin Turcanu Mircea Eliade. Więzień historii, Warszawa 2008, Wydawnictwo KR, s. 552
- Wiktor Werner Eliade i Historia. Przegląd Bydgoski, Rocznik IX/1998, s. 50–57
- Wiktor Werner, Eliadego poszukiwania historii i znaczenia religii. Historyka, T. XXIX, 1999, s. 108–113